# Busalla
Busalla est une commune italienne de la ville métropolitaine de Gênes, dans la région Ligurie.

## Administration
| Période                                  | Période | Identité | Étiquette | Qualité |
| ---------------------------------------- | ------- | -------- | --------- | ------- |
|                                          |         |          |           |         |
| Les données manquantes sont à compléter. |         |          |           |         |

### Hameaux
Camarza; Sarissola; Inagea; Salvarezza

### Communes limitrophes
Crocefieschi, Fraconalto, Isola del Cantone, Mignanego, Ronco Scrivia, Savignone, Vobbia